# Черното огледало
„Черното огледало“ (на английски: Black Mirror) е британски научнофантастичен антологичен сериал по идея на Чарли Брукър.
Фокусира се около тъмни и сатирични теми, които разглеждат модерното общество, особено по отношение на неочаквани последствия от новите технологии. Епизодите са самостоятелни произведения обикновено в дистопично алтернативно настояще или близкото бъдеще. Сериалът започва да се излъчва по британския канал Channel 4 през 2011 г. От 2016 г. всеки нов сезон излиза наведнъж в Netflix. На 5 юни 2019 е пуснат пети сезон, състоящ се от три епизода. Шести сезон е пуснат на 15 юни 2023 г. и съдържа шест епизода.

## Сезони и епизоди
| Сезон           | Епизоди         | Излъчване           | Излъчване           | Излъчване |
| Сезон           | Епизоди         | Премиера            | Финал               | Мрежа     |
| --------------- | --------------- | ------------------- | ------------------- | --------- |
| 1               | 3               | 4 декември 2011 г.  | 18 декември 2011 г. | Channel 4 |
| 2               | 3               | 11 февруари 2013 г. | 25 февруари 2013 г. | Channel 4 |
| Коледно издание | Коледно издание | 16 декември 2014 г. | 16 декември 2014 г. | Channel 4 |
| 3               | 6               | 21 октомври 2016 г. | 21 октомври 2016 г. | Netflix   |
| 4               | 6               | 29 декември 2017 г. | 29 декември 2017 г. | Netflix   |
| Филм            | Филм            | 28 декември 2018 г. | 28 декември 2018 г. | Netflix   |
| 5               | 3               | 5 юни 2019 г.       | 5 юни 2019 г.       | Netflix   |
| 6               | 6               | 15 юни 2023 г.      | 15 юни 2023 г.      | Netflix   |
| 7               | 6               | 10 април 2025г.     | 10 април 2025г.     | Netflix   |